# تشيستر كونكلين
تشيستر كوبر كونكلين (بالإنجليزية:Chester Cooper Conklin) (مواليد 11 يناير 1886 - وفيات 11 أكتوبر 1971). ممثل الكوميدي أميركي ظهر في أكثر من 280 فيلما، وحوالي نصفهم في عصر السينما الصامتة.

## روابط خارجية
- تشيستر كونكلين على موقع IMDb (الإنجليزية)
- تشيستر كونكلين على موقع ألو سيني (الفرنسية)
- تشيستر كونكلين على موقع تيرنر كلاسيك موفيز (الإنجليزية)
- تشيستر كونكلين على موقع أول موفي (الإنجليزية)
- تشيستر كونكلين على موقع قاعدة بيانات الأفلام السويدية (السويدية)
- تشيستر كونكلين على موقع قاعدة بيانات الفيلم (الإنجليزية)
- تشيستر كونكلين على موقع كينوبويسك (الروسية)
- Chester Conklin at Virtual History